# Nadleśnictwo Brzesko
Nadleśnictwo Brzesko – jednostka organizacyjna Lasów Państwowych podległa Regionalnej Dyrekcji Lasów Państwowych w Krakowie. Siedziba Nadleśnictwa znajduje się w Bochni w powiecie bocheńskim, w województwie małopolskim.
Nadleśnictwo obejmuje część powiatów bocheńskiego, brzeskiego, tarnowskiego i wielickiego. Leży na terenie 15 gmin.

## Historia
Nadleśnictwo Brzesko i nadleśnictwo Bochnia powstały w 1945 celem zarządzania znacjonalizowanymi przez komunistów lasami prywatnymi.
W skład nadleśnictwa Brzesko weszły lasy państwowe z nadleśnictwa Damienice oraz będących dotychczas własnością Antoniego Jana Goetza z Okocimia, majątków Dębno, Jasień, Wielka Wieś, Grabno, Rudka, Zawada, Charzewice, Domasławie, Roztoka, Gosprzydowa, Tymowa, Wytrzyszczka; parafii św. Andrzeja Apostoła w Porąbce Uszewskiej, parafii NMP Wniebowziętej w Wojakowej oraz innych drobnych właścicieli.
W skład nadleśnictwa Bochnia weszły lasy państwowe z nadleśnictwa Damienice oraz będące dotychczas własnością Opactwa Benedyktynek w Staniątkach, parafii św. Andrzeja Apostoła w Lipnicy Murowanej, właścicieli ziemskich i innych drobnych właścicieli oraz mienie opuszczone.
W 1977 oba nadleśnictwa połączono.

## Ochrona przyrody
Na terenie nadleśnictwa znajdują się cztery rezerwaty przyrody:
- Bukowiec
- Kamień-Grzyb
- Kamionna
- Panieńska Góra.

oraz część Wiśnicko-Lipnickiego Parku Krajobrazowego

## Drzewostany
Gatunki lasotwórcze lasów nadleśnictwa (z ich udziałem procentowym):
- sosna, modrzew 30%
- jodła 23%
- buk 26%
- dąb, jesion, klon, jawor 13%
- olsza 3%
- brzoza 2%
- inne 3%

Przeciętna zasobność drzewostanów nadleśnictwa wynosi 334 m³/ha, a przeciętny wiek 76 lat.